# Yvette Sadoux
Yvette Sadoux, née le 15 décembre 1900 à Saint-Maur-des-Fossés et morte le 5 janvier 1949 dans cette même ville, est une rameuse de nationalité française.

## Biographie
Yvette Andrée Sadoux est la fille d'André Albert Sadoux, constructeur de bateaux, et d'Henriette Antoinette Lelarge.
Son père est champion de France d'aviron (skiff) en 1890, et sa tante, Alice Sadoux, est championne de natation.
Elle devient naturellement rameuse au sein du club Femina Sport, glane vingt-six titres de championne de France ou de Paris, et remporte cinq grandes victoires internationales.
En 1932, l’Académie des Sports lui décerne son grand prix d’athlétisme féminin
Son règne s'achève en 1934, avec l'arrivée dans les bassins de Simone Guillebert. 
Elle est morte à l'âge de 48 ans en 1949.